# کولیکی (باشقیرستان)
کولیکی (انگلیسی: Kuliki, Republic of Bashkortostan) یک شهرک در شهرستان بلاگووشچنسکی باشقیرستان کشور روسیه است.